# Gare de Hamois
La gare de Hamois est une ancienne gare ferroviaire belge de la ligne 126 de Statte à Ciney, située chaussée de Liège, dans le village de Hamois, sur le territoire de la commune du même nom, dans la province de Namur.
Elle a fermé lors du démantèlement du tronçon de la ligne 126, entre les raccordements industriels de Marchin et Ciney à la fin des années 1970.

## Situation ferroviaire
La gare de Hamois était située au point kilométrique (PK) 33,40 de la ligne 126 de Statte à Ciney, entre la halte de Bormenville et la gare d'Emptinne.

## Histoire

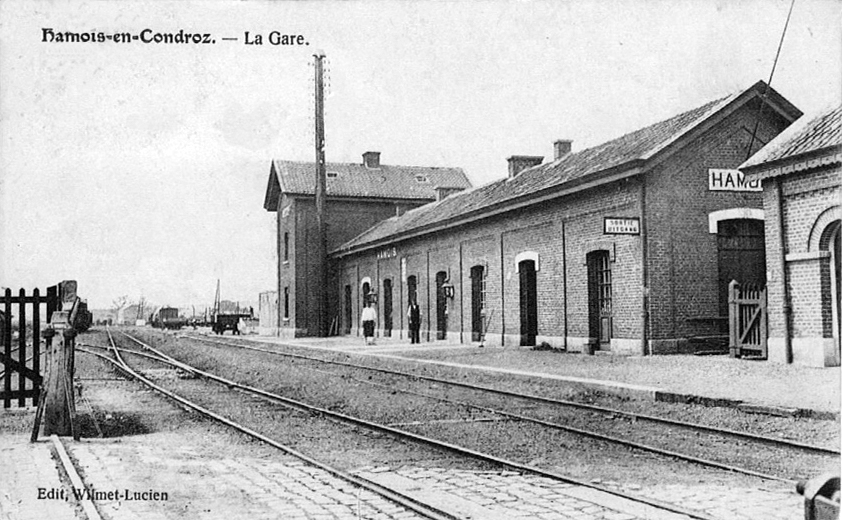
Intérieur de la gare vers 1900.

La loi du 31 mai 1863 fait état de la concession à MM. Jean-Pierre Cluysenaar et Cie un « chemin de fer de Landen au railway de Namur à Arlon » qui passerait par Hannut et la vallée du Hoyoux. Les plans d'origine prévoient de faire aboutir cette ligne à Haversin ou à un point de la ligne de l’Ourthe. Menacée de déchéance, la Compagnie du chemin de fer Hesbaye-Condroz remet finalement l’exploitation de son réseau à l’État belge le 22 novembre 1875, alors que seuls les tronçons Landen - Statte - Modave sont exploités. C'est finalement le 1er février 1877 que la section sud, comprenant la gare de Hamois, est livrée à l’exploitation.
La SNCB met fin aux trains de voyageurs entre Huy et Ciney le 11 novembre 1962. Trois ans plus tard, la ligne est fermée entre Marchin et Clavier puis, vers 1973, la section au nord d'Hamois est formellement déclassée. Sa fermeture définitive a lieu le 22 mars 1975 après la cessation de la desserte des derniers raccordés, la section Hamois-Ciney sera démontée peu après.
Le restaurant gastronomique La gare d'Hamois (anciennement Au petit train) a été créé dans l'ancien bâtiment de la gare. En 2002, une voiture K1 est installée à l’amplement de l’ancienne voie pour servir de salle à manger.

## Patrimoine ferroviaire
Le bâtiment des recettes a été rénové et accueille un restaurant ; l'entrée est située entre l'aile basse et le bâtiment des anciennes toilettes, réunis par une structure vitrée.
Suivant le plan type standard de la compagnie Hesbaye-Condroz, il est réalisé entièrement en briques et comporte trois parties. Au centre se trouve le corps de logis à deux étages, long d'une travée mais large de trois, avec un toit en bâtière transversale. Une extension en « L » à toit plat de quatre travées côté rue a été ajoutée. Les fonctions principales de la gare (guichet, salle d'attente, colis, etc.) sont accueillies dans l'aile principale, d'un seule étages avec huit travées latérales. Le style de ces gares, que l'on retrouve également sur la ligne 127, est assez fonctionnel et dépouillé (mais certaines avaient une façade en pierre). Le bâtiment des toilettes est une création moins ancienne du plan type standard des Chemins de fer de l'État belge.